# Rezay
Rezay – miejscowość i gmina we Francji, w Regionie Centralnym, w departamencie Cher.
Według danych na rok 1990 gminę zamieszkiwało 240 osób, a gęstość zaludnienia wynosiła 11 osób/km² (wśród 1842 gmin Regionu Centralnego Rezay plasuje się na 900. miejscu pod względem liczby ludności, natomiast pod względem powierzchni na miejscu 597.).